# Senza dire che
Senza dire che è un singolo della cantante italiana Anna Tatangelo, pubblicato il 14 marzo 2014. Il brano è stato scritto da Francesco Silvestre, leader dei Modà, mentre gli arrangiamenti del pezzo e la produzione artistica sono a cura di Adriano Pennino.

## Video musicale
Il videoclip del brano è stato diretto da Gaetano Morbioli ed è stato girato a Verona. Tra i luoghi principali del video assumono rilevante importanza l'Accademia di belle arti, l'hotel Palazzo Victoria e il ristorante Borsari36 di Verona. 
Nel video Anna interpreta una donna rimasta sola a causa delle tanti delusioni d'amore, fondamentale importanza è anche la presenza di due bambini che si cercano e che crescendo si allontanano e si perdonano.

## Tracce
Testi e musiche di Francesco Silvestre.
Download digitale
1. Senza dire che – 3:14

## Formazione
- Anna Tatangelo - voce
- Maurizio Fiordiliso - chitarra
- Alfredo Golino - batteria
- Roberto D'Aquino - basso
- Adriano Pennino - tastiera

## Classifiche
| Classifica (2014)         | Posizione massima |
| ------------------------- | ----------------- |
| Italia                    | 39                |
| Italia (airplay)          | 39                |
| Italia (airplay italiane) | 13                |

Posizione fine anno
| Classifica (2014)         | Posizione massima |
| ------------------------- | ----------------- |
| Italia (airplay italiane) | 80                |